# Agassiz Museum of Comparative Zoology

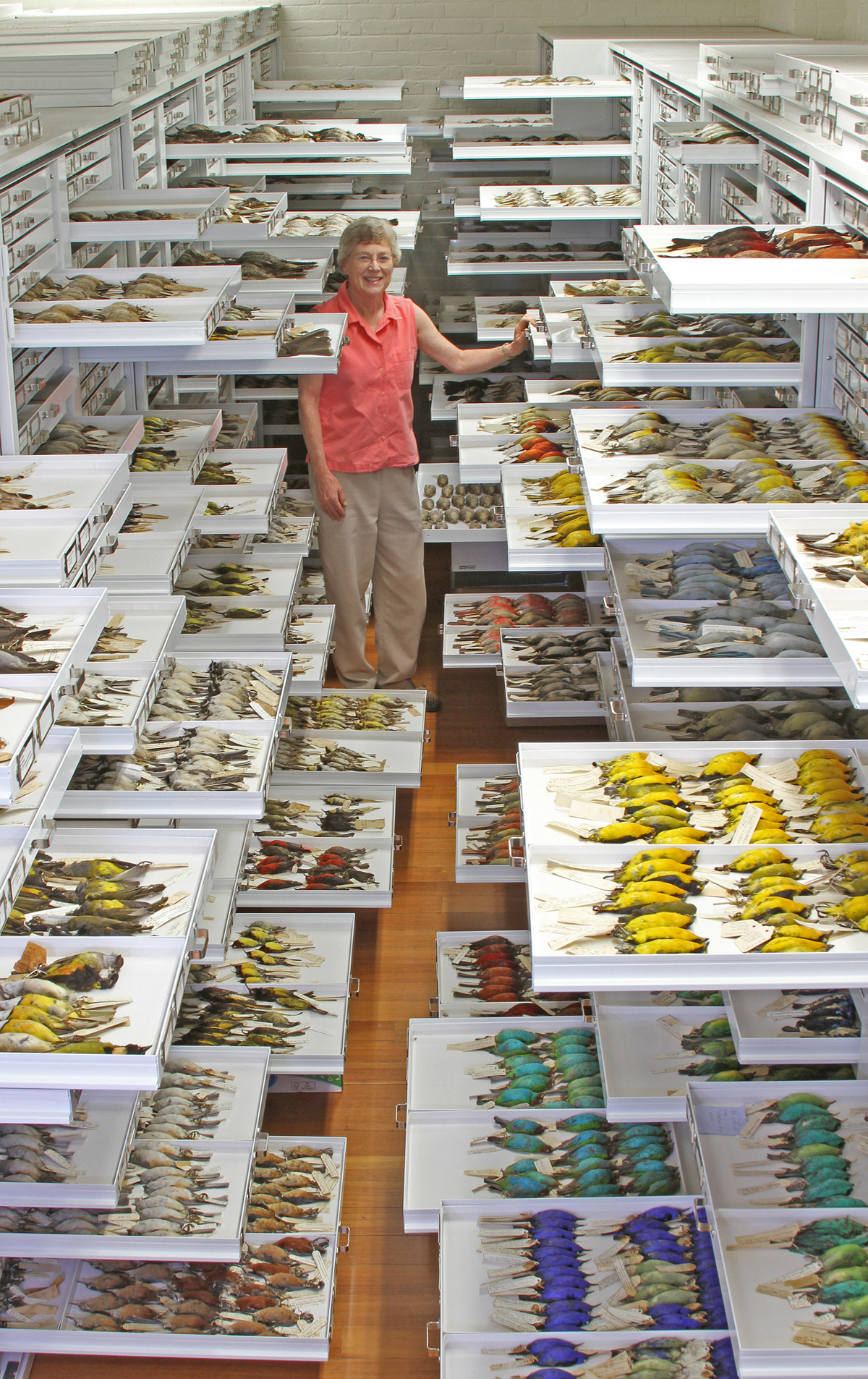
Een verzameling vogelspecimens in het Museum of Comparative Zoology

Het Agassiz Museum of Comparative Zoology (Museum voor Vergelijkende Zoölogie), veelal afgekort tot MCZ, is een zoölogisch museum gelegen op het terrein van de Harvard University in Cambridge, Massachusetts. Het is een van de drie natuurhistorische onderzoeksmusea op Harvard, waarvan het publieke gezicht het Harvard Museum of Natural History is. De collecties van Harvard MCZ bestaan uit zo'n 21 miljoen exemplaren, waarvan er enkele duizenden tentoongesteld worden in het openbare museum.
Veel van de tentoonstellingen in het openbare museum hebben niet alleen zoölogische maar ook historische betekenis. Eerdere tentoonstellingen omvatten onder meer een fossiele zanddollar gevonden door Charles Darwin in 1834, de Mamo van kapitein James Cook, en twee fazanten die ooit toebehoorden aan George Washington werden tijdelijk uitgeleend aan Mount Vernon in Virginia.
De onderzoekscollecties van het MCZ zijn niet toegankelijk voor het publiek.

## Geschiedenis
Het Museum of Comparative Zoology werd in 1859 opgericht door de inspanningen van zoöloog Louis Agassiz. Agassiz ontwierp de collectie om de verscheidenheid en vergelijkende relaties van het dierenleven te illustreren.

## Afdelingen
Het museum heeft negen afdelingen met onderzoekscollecties: entomologie, herpetologie, ichtyologie, paleontologie van ongewervelde dieren, zoölogie van ongewervelde dieren, mammalogie, malacologie, ornithologie en paleontologie van gewervelde dieren. De Ernst Mayr Bibliotheek en haar archieven vormen de tiende afdeling van het museum. De bibliotheek is een van de oprichters van de Biodiversity Heritage Library.
In juli 2021 werd Gonzalo Giribet, hoogleraar zoölogie aan Harvard en curator ongewervelde dieren, aangesteld als directeur van het museum.

## Publicaties
Het museum publiceert twee tijdschriften: het Bulletin van het Museum of Comparative Zoology aan het Harvard College, voor het eerst gepubliceerd in 1869, en Breviora, voor het eerst gepubliceerd in 1956.

## Displays
In tegenstelling tot veel moderne musea heeft het Harvard Museum of Natural History vele honderden opgezette dieren uit de MCZ-collecties tentoongesteld. Opmerkelijk zijn onder meer de walvisskeletten; het grootste schildpadschild ooit gevonden (2,4 meter lang); de "Harvard-mastodont"; een 12,80 meter lang kronosaurus-skelet; het skelet van een dodo; en een Coelacanth, bewaard in vloeistof. De Grote Zoogdierenzaal werd in 2009 gerenoveerd ter gelegenheid van de 150ste verjaardag van het museum.
Tentoonstellingen in het Harvard Museum of Natural History waren onder meer "Evolution" (2008); "The Language of Color" (2008 tot 2013); "Arthropods: Creatures that Rule" (2006); "New England Forests" (2011); en "Mollusks: Shelled Masters of the Marine Realm" (2012).

### Galerij

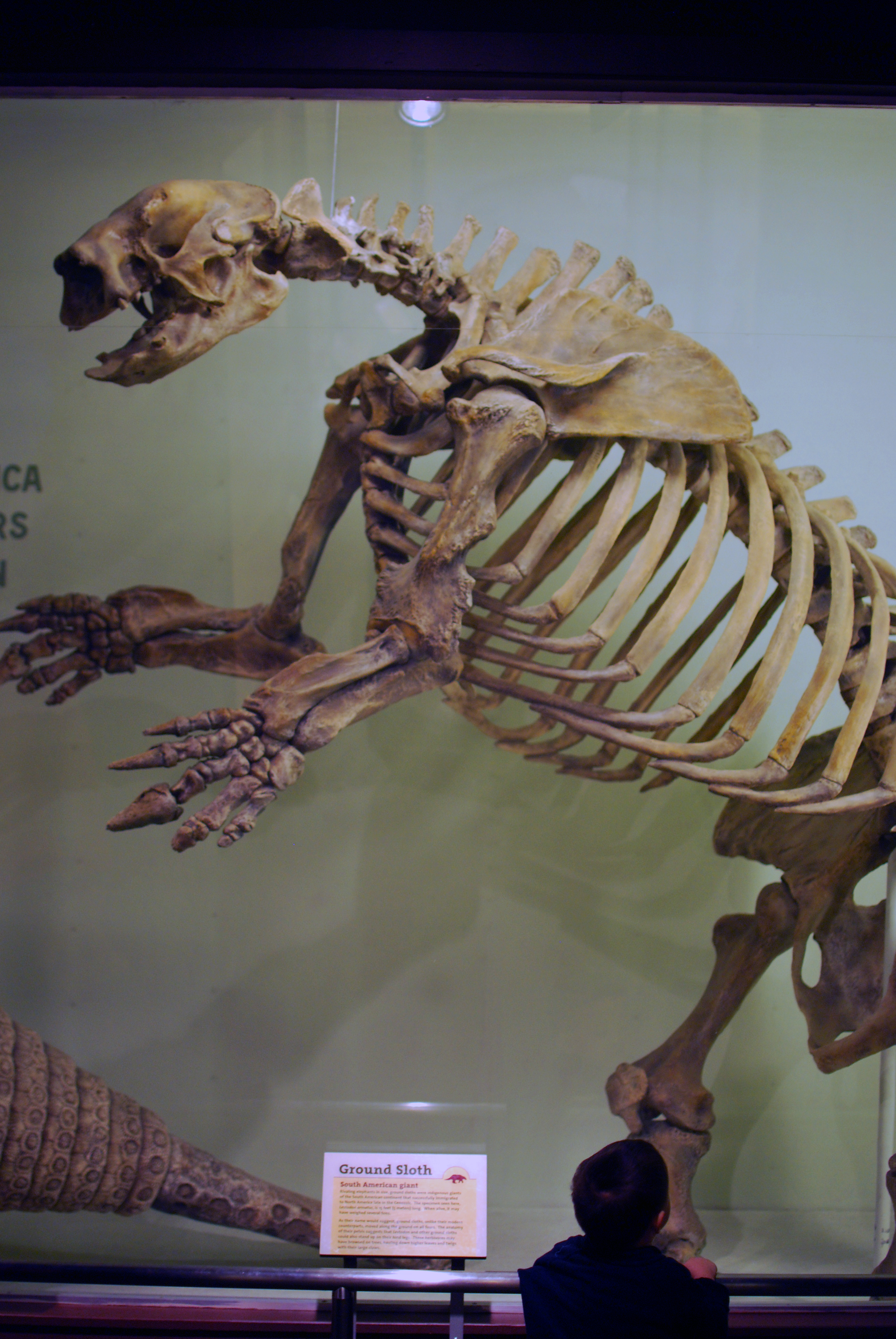
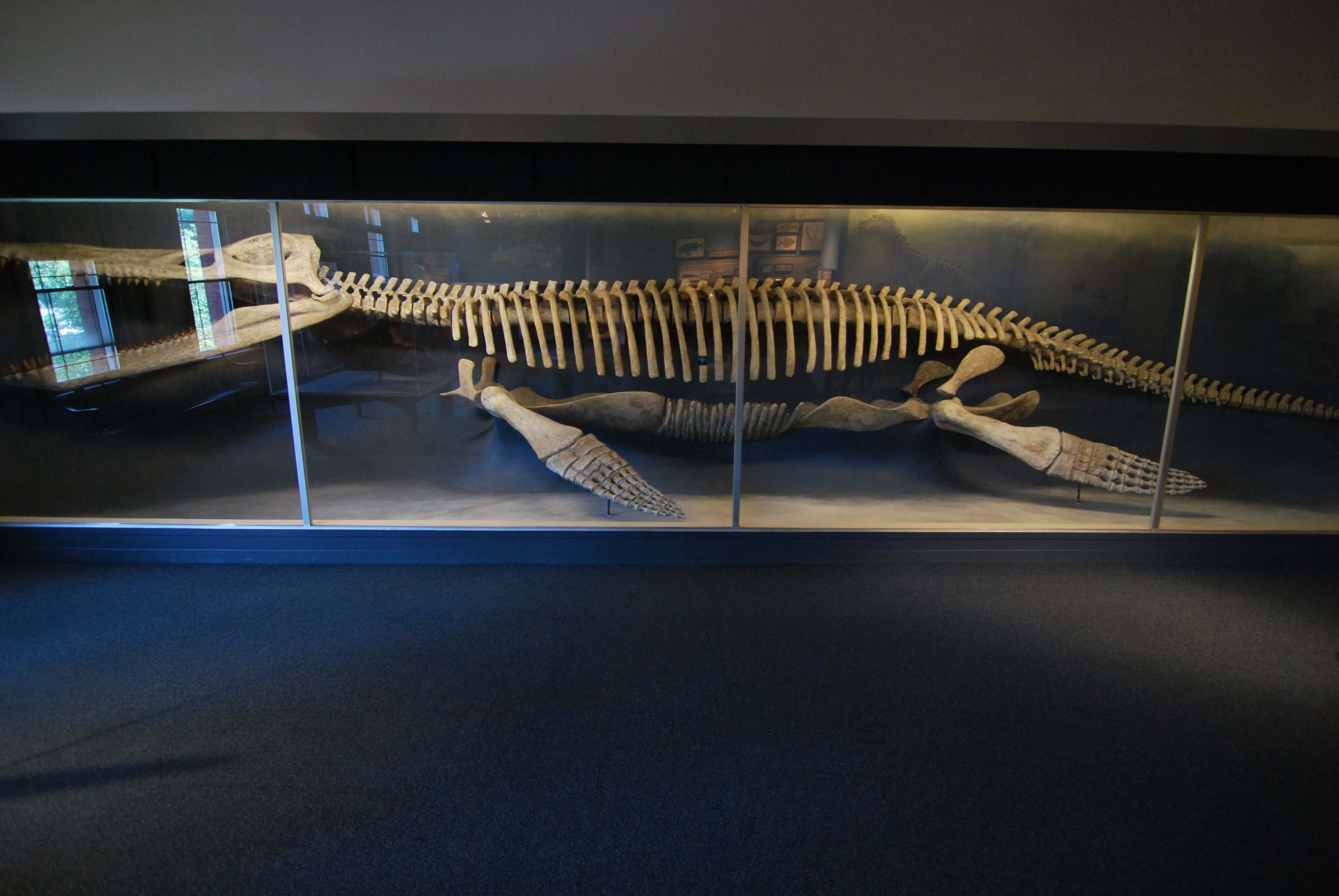
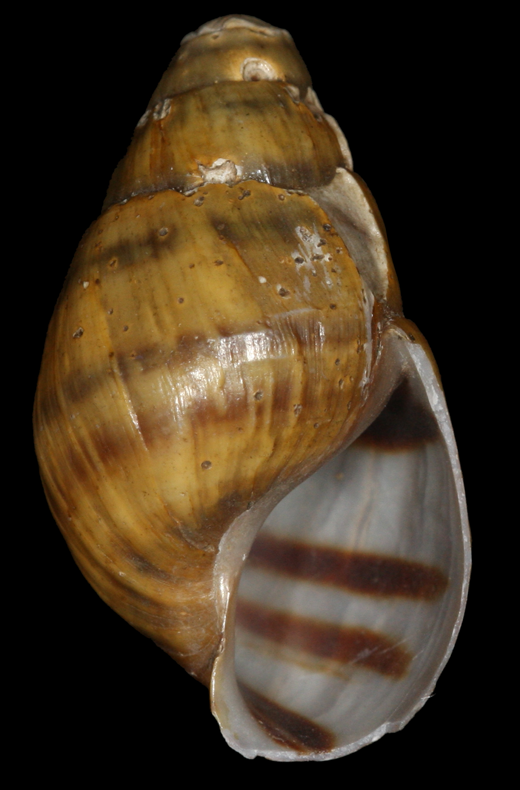